# Liste von Leuchttürmen in den Komoren
Die Leuchtfeuer in den Komoren dienen der Sicherung der Seefahrt in den Gewässern rund um die Komoren im Indischen Ozean.

## Leuchtfeuer
| Name                               | Baujahr | Location & Koordinaten | Kennung      | Feuerhöhe      | NGA-Nummer | Admiralty-Nummer | Reichweite nml |
| ---------------------------------- | ------- | ---------------------- | ------------ | -------------- | ---------- | ---------------- | -------------- |
| Cap Douamougno                     | n/a     | ⊙                      | Iso WRG 4s.  | 109 m (358 ft) | 32777      | D6891            | 10             |
| Ilot Dzaoudzi West Jetty           | n/a     | ⊙                      | Fl (2) G 6s. | 7 m (23 ft)    | 32760      | D6896            | 7              |
| Mamutzu Jetty Lighthouse           | n/a     | ⊙                      | Fl (4) R     | 4 m (13 ft)    | 32776      | D6898            | 7              |
| Moroni Lighthouse                  | n/a     | ⊙                      | Q W          | 26 m (85 ft)   | 32752      | D6902            | 10             |
| Suadzu Islet Range Rear Lighthouse | 1904    | ⊙                      | Q R          | 21 m (69 ft)   | 32748      | D6904.1          | 7              |
| Vigie Lighthouse                   | 1903    | ⊙                      | Q W          | 84 m (276 ft)  | 32732      | D6882.1          | 5              |
| West Island Lighthouse             | n/a     | ⊙                      | Fl W 2s.     | 17 m (56 ft)   | 32778      | D6879            | 12             |